# Животилів Кут
Животилівка (Животиловка, Животилів Кут) — з середини XVIII століття самостійне поселення поблизу міста Самар - Новоселиці, згодом повітового міста Катеринославської губернії. Нині це один із найстаріших районів міста Самара, у південно-західній частині

## Про поселення
Животилівка це мальовничий мікрорайон міста Самара Дніпропетровської області, який забудований приватними одноповерховими будинками. Географічно розташований на правому березі річки Самари, на самому краю Самарських плавень [Архівовано 19 грудня 2021 у Wayback Machine.], поруч з місцем впадіння у річку Самару її приток річок Солоної та Піскуватої (до затоплення плавень Дніпровської ГЕС). Тихе і давнє, можливо десь архаїчне поселення де «всі всіх знають і майже всі приходяться родичами одне одному в якомусь там коліні». Мікрорайон Животилівка межує або знаходиться поруч з іншими мікрорайонами міста Самара: Кущівка, Перевал, Глоди і Кулебівка. У довоєнні та дореволюційні часи це було окреме однойменне село на околиці міста. 1937 року поселення ліквідоване з включенням до складу міста Новомосковська. Давнє українське поселення з потужними родинними зв'язками серед його мешканців. Місцеві жителі ловлять рибу, обробляють землю, займаються мисливством (окрім того, що працюють на місцевому трубному заводі). Наразі відсутня офіційна, історично обґрунтована версія щодо походження поселення Животилівка, його назви та часу заснування.  

## Історичні згадки
Історичний аналіз засвідчив, що одні із найдавніших документальних згадок про поселення Животилівку сягають початку-середини XVIII століття. Зокрема, про таке поселення є згадки в «Атласе земель Екатеринославского намесничества… сочененном в городе Кременчуге 1787 году». Крім того, хутор Животиловка, як окреме поселення, нанесено на карти зразка 1790 року. При цьому, в описі карти йдеться про те, що вона складена на підставі записів і обмірів картографів, здійснених у 1750—1780 роках. З вищевикладеного, а також з урахування необхідності деякого періоду часу (1-2 покоління, або 30-60 років) для заселення, забудови та обживання території повноцінного поселення, логічно припустити, що дата заснування Животилівки десь у межах 1690—1710 років, тобто кінця XVII — початку XVIII століття.  Звідки випливає, що Животилівці не менш, як 320 років від заснування. При цьому, навіть місцеві старожили не можуть згадати звідки походить назва мікрорайону, хто і як його заснував. Наведені місцевими легенди та байки про створення Животилівки ще більше заплутують ситуацію та в чергове приводять до висновку, що «історію пишуть переможці», і на жаль в Україні, у багатьох випадках, це не українці. 

## Легенди
Як приклад, за радянських часів (яку доводили дітям у школах) нібито під час німецько-радянської війни у 1941—1943 роках місцеві мешканці випікали хліб комуністичному підпіллю і партизанам, надавали їм одяг, поставляли зброю, одним словом створювали для них «живий тил». Мов звідти і назва мікрорайону, який розмістився на краю Самарівського лісу посіченого лабіринтом річок та озер. Ніхто з популяризаторів цієї комуністичної легенди навіть і не розмірковував, як потім пояснювати цим дітям присутність села Животилівка на карті московської імперії зразка 1790 року, або дореволюційні будинки в селі, чи-то наявність поховань на місцевому кладовищі датованих XIX століттям. 
За іншою післяреволюційною легендою, місцеві революціонери-ленінці стверджували, що закріпачені животиляни при панах тут «ледве животіли», тобто ледве виживали, і тільки радянська влада визволила їх з кріпацтва та нагодувала усіх вдосталь — «від живота». Однак, історичні документи засвідчують зовсім інше. Історики та літописці (у т.ч. видатні) московсько-імперських часів) писали про Посамар'я — "...При обилии воды, земли и леса, - хлебопашество, скотарство, пчеловодство, рыбная ловля и охота составляли тут главные занятие козаков. Отсюда в Запорожскую Сечь поставляли лучших орловских лошадей и черкасский рогатый скот, а так же муку, просоленную рыбу, воск, мёд, сапожные товары, меховые линтвары, медь и кожу". "...Образованная на онных землях Самарская паланка Славетнаго Войска Запорожського Низавого (1735—1775) считалась самой богатейшей на Січі".  Також, француз відомий інженер та картограф Гійом Левассер де Боплан (XVII століття) писав "...Реку Самарь Запорожские козаки считали Святой рекой, а Посамарье — Палестиной   і  Житницей Запорожской…". У підтвердження вищесказаного наводимо іншу інформацію — "У осужденного насмерть козака (рядовий козак) с городка Новоселицы (потім Новомосковськ) было изьято (1776р.): табун лошадей 1-го года рождения — 147 голов, 2-го года рождения — 245 голов, 3-го и более 220 голов. Крупный рогатый скот — 460 голов, овец — 1203 голов, волы рабочие — 8 голов...".  Тобто, у цих краях люди не могли жити бідно тому що сам Бог їм тут дав всього удосталь, голодувати тут можливо було хіба що з власного бажання, але-ж ...НІ!     
Кров'ю і глибокими борознами у серцях місцевих мешканців прописані віхи радянської історії, особливо штучні Голодні Мори, тобто Голодомори організовані комуністами у 1922—1923 роках, у 1932—1933 роках, у 1946—1947 роках. Стигне кров у жилах від розповідей сідоволосих очевидців про «пухлих і померлих дітей», про гниючі трупи край дороги, про «селищний самосуд» над батьками, що вчинили «канібалізм» у відношенні власної дитини, про заборону місцевих придавати землі їх трупи..., «аж доки собаки не розтягнуть їх кістки».  Як люди розбирали дітей розстріляного комуністами "куркуля" і його жінки, а їх було - 16, а часи були голодні, але-ж таки розібрали, але-ж таки вижили самі та виростили чужих дітей, як своїх..!!!.    
Є ще одна дореволюційна мабуть московсько-імперська байка про двох панів - Животилу та Кулебу присланих московською царицею "в угоду нищим малоросам". За цією байкою вони заснували одночасно два села Животилівку та Кулебівку (сусідні) та змагались між собою за те, хто краще та багатше життя забезпечить своїм селянам. Все було б добре, однак Животилівка з'явилась на картах московської імперії мінімум на сто років раніше (1750—1790) від Кулебівки (десь у 1860 році). Та й не було у селі, за свідченням старожилів, ніколи ні панів, а ні кріпаків. Також, відомо про переселенців з московії (XVIII—XIX ст.) на ці землі. Дійсно, московська імперія цілими селами переселяли у регіон кого завгодно — "русских бояр, мещан, купцов и др... из глубинки империи, а так-же немцев верующих, греков, армян, жидов і прочий людь", з метою у такий спосіб розбавити місцеве козацьке волелюбне середовище. Але у Животилівці таких переселенців - не було.

## Історія. Козацька Доба
Таким чином, щоб зрозуміти звідки та в які часи з'явилась назва поселення Животилівка, необхідно підіймати більш глибокі пласти історії Нашого краю. Серед найбільш ґрунтовних дослідників слід вказати: Мицика Ю.А., НУ "Києво-Могилянська академія" (книжки "Місто на Самарі", "Козацький край"), Джусова А.Б. [Архівовано 30 грудня 2021 у Wayback Machine.] місцевого краєзнавця (книжка: Історія Новомосковська, стаття "Історико-краєзнавче дослідження заснування Новомосковська", групу вчених Дніпропетровського Національного університету Стороженка І.С., Виноградова Г.М. та інших. З робіт названих дослідників зрозуміло, що Самар, з приміськими районами та територією навколо на багато кілометрів,  це - древній Козацький край (12). Місто виникло в результаті перейменування московськими чиновниками (1794 рік, у ході окупації земель Запорізького Кошу) старого міста Новоселиці, що у древні часи носило назву Самар. Перші письмові згадки про древнє місто Самар, як центр Самарського козацтва самого могутнього та найчисленнішого у Запорізькій Січі, а у майбутньому військово-адміністративний центр Самарської паланки Війська Запорізького Низового, підтверджені в угоді про визнання вольностей Запорізьких козаків польським Королем Стефаном Баторієм та датовані 20 липня 1576 року (за новим стилем 31.08.1576р.). За переказом Д.І. Яворницького в угоді С.Баторія йдеться (10,11) - "Надаёт Его Королевская мосць казакам Низовим Запорожским ... городок старинный же запорожский Самар с перевозом и землями в гору Днепра по речку Орель, а вныз до самих степов ногайських и крымских ... где ещё за гетмана козацкого - Прецлава Лацкорунского (1506-1530р.р.) козаки Запорожские свои земовники та уходы мевали…".  Таким чином, землі Посамар'я (Дикого Поля) заселені не московською імперією, і не у XVIII-XIX століттях, як нас вчили у школах, а Запорізькими козаками і мають глибоку історію, яка може сягати XV століття та писалася разом з історією славетних козаків - Байди Вишневецького, Петра Конашевича Сагайдачного, Івана Сірка та інших керманичів Славетного Війська Запорізького Низового. 
Поселення Самар-Новоселиця, а також козацький чоловічий Самарський Свято-Миколаївський Пустинний монастир, були засновані у середині XVІст. на островах річки Самари серед лабіринту її численних рукавів та приток (Самарчук [Архівовано 19 грудня 2021 у Wayback Machine.], Піскувата, Солона, Кривець и т.д.), у "товщі" непрохідного вікового лісу, в стороні від битих Шляхів та Дніпровських переправ (об'єкти першочергового нападу кочовиків), а ще й на самих родючих у цих краях богарних чорноземах та заливних лугах, "серед лісів, що повні звіру та річок, що повні риби". Історично поселення Самар та козацький монастир тісно пов'язані між собою. У літописах монастир згадується(1), як - "закона Греческаго исповедания, Киевского подчинения, поставлен во времена пограничной охраны Запорожскими козаками польско-литовских владений (XVI ст.) от турок и кримчаков". "…Монастир і запорожскіе уходи омели многочисленные стада скота, табуны лошадей и отары овец. Насчитывалось здесь многие ветряные и водные мельницы, пасеки, рыбные, кожевенные та хутряные промыслы". Козацьке місто-поселення Самар-Новоселиця (12) мало відмінну від нинішнього урбанізованого розуміння структуру. Так, у центрі поселення Самар знаходився військово-адміністративний центр Самарського козацтва (нині мікрорайон міста Новомосковська - Перевал), а з XVII століття - Самарської паланки Запорізької Січі. Старшина козацька перебувала у легкій фортеці "Піщаний Самар" (рів, вал, частокіл). Рядом з фортецею (на Глодах) стояла верф козацька, на якій будувався всім відомій Флот Війська Запорізького Низового. Недалеко від фортеці знаходився військовий монастир, а навколо, на відстані у декілька кілометрів, - безліч невеликих запорізьких зимівників, хуторів та поселень, частина з яких дійшла і до наших часів: Глоди, Подол, Кущівка, Животилівка, Воронівка, Матня, Решетилів Кут, Красний Кут тощо. Саме ці зимівники першого кола і утворювали осердя міста Самар, потім Новоселиці, а нині це мікрорайони м. Новомосковська. Така побудова "козацького мегаполісу" з одного боку дозволяла поселенцям вільно займатися натуральним господарством - конярством, скотарством, землеробством, що своїми масштабами вражають і до нині. З іншого - давала змогу за першою командою козацької Старшини швидко та згуртовано реагувати на військові загрози зі степу. 
Фортеця "Піщаний Самар"(12) не несла якогось стратегічного значення, була лише місцем знаходження козацької Старшини та місцем зберігання військового приладдя, артилерії, пороху тощо. Як відомо козаки-запорожці, вкрай рідко будували серйозні фортеці або постійні муровані укріплення надаючи перевагу особистій відвазі у маневреному бою на пересічній місцевості з природними пастками, балками, річками, болотами. Такою якраз і є вся територія навколо Новомосковська та Самарського Свято-Миколаївського Пустинного монастиря.  Тож,  Животилівка - це зимівник Запорізьких козаків, який знаходиться практично посередині всього Самарського козацтва на відстані 1,5 кілометри від його управлінського Центру - Перевалу та Глодів. Літописці писали(9,5), що "...У зимовниках обитали поженившіеся Запорожци, съ вышедшими къ нимъ изъ Польской Украйны и изъ Малой-Россіи жителями. Все въ слободе живущіе, не взирая на то что они женаты, должны однако были всю отъ Запорожского Коша воинскую службу, безотговорочно справлять. А прочий людъ между ими поселившийся должон помогатъ въ починке куреней, артилерійскихъ погребов и прочихъ воинскихъ строеній".
Місто Самар-Новоселиця мало свій древній Герб. З історичних документів відомо, що польський Король С.Баторій у XVI столітті, окрім іншого, затвердив Герб Війська Запорозького Низового, на якому зображено козака у шапці зі шликом, що тримає мушкет, а на поясі у нього висить шабля. Однак, мало відомо, що С.Баторій затвердив також і Герб Самарського [Архівовано 8 грудня 2021 у Wayback Machine.] козацтва (пізніше — Самарської паланки). На ньому можна бачити лева, що стоїть на задніх лапах і дивиться позад себе, на захід. Передніми лапами лев упирається у щит, на якому лук та дві навхрест зв’язані стріли. Поверх щита намальовано королівську корону, але з'явилась вона найімовірніше лише у XVIІI столітті. Зображення лева — нехарактерного символу в українській геральдиці, вказує саме на польсько-литовське походження Гербу. Надалі елементи цього Гербу містились на усім відомій печатці Самарської паланки Запорізької Січі. 
Отже, поселення навколо Самару у більшості своїй засновані Запорізькими козаками. Животилівка як козацьке поселення  входило до складу "козацького мегаполісу Самар-Новоселиця". На користь козацького походження інших зимівників — Кущівки та Красного Кута  (такі ж райони м. Новомосковська) свідчать, зокрема факти існування на Січі однойменних куренів - Кущівського та Краснокутського. Козаки полюбляли переносити близькі до серця назви на інші об'єкти та топоніми. Так, з історії достеменно відомо, що мешканець названої Кущівки, наш земляк та авторитетних запорізький козак Антип (Антин) Головатий, який заснував Кубанське (і все Чорноморське) козацтво, також не втерпів і з пам'яттю про свою Малу батьківщину, з якої його вигнала у 1775 році (ліквідація козацтва) московська цариця Катерина, створив на Кубані свою Кущівку "таку рідну для душі і серця". 

## Назва поселення, мікрорайону
І все-ж, звідки взялася оригінальна назва мікрорайону Животилівка. З урахуванням саме такого підходу Запорізьких козаків до формування назв місцевостей та населених пунктів, проведено пошук серед історично відомих споріднених назв та однокореневих слів, який дав неочікуваний результат, який напрочуд логічно вписується у відомі історичні події і дати. Так, з "Літопису Самовидця"(5) стало відомо, що у бойових діях козацького війська під проводом гетьмана Богдана Хмельницького, що мали місце під час визвольної війни у 1649 році попід Збаражем, брав участь Животівський (Животовський) полк. "...Под час войни збаражской року 1649 року Хмельницкій отмінивши приязнь и постанову з Королем польским, затягши самого Хана з великим войском татарским и незличоними своїми войсками козацкими, которих полков было: полк Чигиринскій, полк Черкаскій, ... полк Животовскій, бо там козацтво багато звалося..,. потягнул всим військом до стін Збаража". З'ясовуємо, що у Гетьманській Україні Животівський полк це одночасно адміністративно-територіальна і військова одиниця(7). 
Сам Животівський полк у XVII столітт, один з «елітних» козацьких полків, сформованих особисто Богданом Хмельницьким у 1648 році. Назва походить від містечка Животів (Животин, Животов; нині — село Якимівка Вінницької області, на річці Живій. У 1648—1649 роках полк брав участь у військових діях під командуванням Максима Кривоноса на Поділлі, Волині, в здобутті Старокостянтинова, Меджибіжа, міст Кам'янець, у Пилявецькій битві, у походах на міста Львів і Замостя. За умовами Зборівського договору з поляками (1649р.) був об'єднаний з Кальницьким полком. Кальницький полк(8), до складу якого входила Животівська сотня, існував з 1648 по 1708 роки. У період з 1659 по 1660 роки полком керував легендарний полковник Іван Сірко, який виріс у тих краях. У 1653 році полк був перейменований у Вінницький полк. У результаті чергової реорганізації Вінницького полку у 1654 році його Животівська сотня перейшла до Паволоцького полку. Військові підрозділи Паволоцького полку брали участь у багатьох головних походах та битвах козацько-польських воєн(8). Особливих спустошень полк зазнав під час походу 1651 року Миколи Потоцького до Білої Церкви. Ці події спричинили перше масове переселення вінницького люду, зокрема, з Животівської сотні (адмінтериторії) до Запорізької Січі та Лівобережної України (Перше переселення).
Протягом років Руїни полк зазнав істотних територіальних змін та руху особового складу. У 1666 році він увійшов до складу Гетьманату П.Дорошенка, був одним із "стовпів" формування Гетьманської держави. Однак, після Андрусівського перемир'я 1667 року території Паволоцького полку і Животівськоі сотні були залишені під владою Річчі Посполитої. Після чого, козацтво та їх сім'ї зазнали сильного нищення, особливо у період польсько-турецької війни 1672–1676 років. Це призвело до занепаду цілого регіону. Паволоцький полк та Животівська сотня припинили своє існування в 70-х роках XVII століття, коли людей з Правобережної України масово і насильно переселяли на Лівобережжя (у т.ч. Посамар'я), особливо після репресій кінця 1674 року промосковського гетьмана І.Самойловича (Друге переселення). 
У 1709 році Паволоцький полк та Животівську сотню знову було відновлено, проте не надовго. За умовами Прутського миру 1711 року московське царство після ганебної поразки у війні з Туреччиною відмовилося від Правобережної України, що викликало нову хвилю репресій з боку турків та чергове масове переселення Паволочан і Животовців на Лівобережжя, Слобожанщину та на землі Запорізького Кошу. (Третє переселення). У 1714 році Паволоцький полк та Животівську сотню було остаточно ліквідовано.
Слід зазначити, що саме у часи другої, наймасовішої хвилі переселення Паволочан і Животовців (вінничан) на Лівобережжя та землі Війська Запорізького Низового, Кошовим отаманом на Січі був їх земляк - Іван Сірко. Колишній полковник Кальницького полку (1659-60р.р.), а тепер (1660-80 р.р.) легендарний Кошовий отаман Славетного Війська Запорізького Низового - Іван Сірко, був найавторитетнішим Кошовим на Січі. Слава про непереможного Отамана лунала по всій Україні. Він здобув перемогу в 65 боях. За час перебування на Січі, авторитетного полководця і відданого патріота України - Івана Сірка, дванадцять разів обирали Кошовим отаманом. Тільки своїм існуванням він наводив жах на ворогів, при цьому користувався шаленою повагою серед козаків з усіх куточків України (13).  Герой багатьох українських балад, легенд, пісень і казок. 
З історії відомо, що на початку військової кар'єри полковник І.Сірко палко воював за Гетьманську Україну. З 1654 року він, разом з полковниками І.Богуном, П.Дорошенком та іншими, виступив проти підписання Переяславської угоди з московитами. Відмовився від присяги царю. Надалі він також не поставив свій підпис (навіть за присутності гетьмана Юрія Хмельницького) під Переяславськими статтями 1659 року. Наприкінці 1660 року полковник І.Сірко остаточно розчарувався у Гетьманаті та порвав з ним відправився на Чортомлицьку Січ Славетного Війська Запорізького Низового - "...Кошевие отамани которого под командой Гетманов некогда ни состояли, а имели изо ними разделеніе..."(9) .
Таким чином, підсумовуючи названі історичні події зовсім не дивним виглядає те, що у період 1651-1714 років після того, як козаки Животовці, зазнали спустошень і гонінь від поляків, турків та московитів, пережили три хвилі переселення на землі Лівобержжя та Кошу Запорізької Січі. Сама більша - друга хвиля припала на 1670-74р.р. Логічно,  що козаки Животовці на зломі XVII-XVIII століть, втративши Малу Батьківщину, а з нею і віру у Гетьманат, переходили "під руку" свого авторитетного земляка та колишнього полковника, а нині легендарного Кошового отамана (1660-80р.р.) Славетного війська Запорізького Низового - Івана Сірка. Абсолютно логічним та природним також виглядало-б бажання посивілих козаків Животовців на старості літ (1700-10р.р.) оселитись на самих благодатних землях Запорізької Січі у Посамар’ї, якраз поблизу древнього козацького міста Самар - Новоселиці, рядом із старим козацьким військовим Свято-Миколаївським пустинним монастирем. І саме головне питання, цікаво, як-би козаки Животовці назвали-б своє нове поселення після років поневірянь та втрати Малої батьківщини, мабуть-би як і Антип Головатий на Кубані, якось так по домашньому -  Животинівка, чи-то Животівка, а може все таки -  ЖИВОТИЛІВКА . З історії відомо, що сам Кошовий Іван Сірко неодноразово перебував у місті Самар-Новоселиці(5), а можливо і у селищі Животилівка, гостював у земляків, а можливо гостинців діткам  на Святвечір завозив...  Вищевказані історичні події за участі козаків Животовців добре, а головне логічно співпадають у часі з появою перших письмових згадок про зимівник Животилівку (1750-80р.р.), з урахуванням часу (30-50 років) необхідного для обживання і формування повноцінного населеного пункту (1700-30р.р.).
Враховуючи вкрай характерну назву поселення - Животилівка, невільно приходить думка, що мабуть це і є та проста розгадка того складного клубка історичних питань та загадок щодо нашої самоідентифікації, нашої Малої Батьківщини, наших славетних предків і нашого козацького коріння, про які нам - українцям складали на свій лад байки всі хто завгодно: комуністи, московити, поляки, татари ..., тільки не наші    СЛАВЕТНІ  ДІДИ .
Стаття писана Історією та Животилянином - у сьомому коліні.

## Історична та наукова література
1. Матеріали для історико-статистичного опису Катеринославської єпархії [Архівовано 8 грудня 2021 у Wayback Machine.]. Феодосий (Макаревский) К., 1873г., Дніпропетровськ Дніпрокнига 2000р.
2. Атлас Екатеринославского наместничества [Архівовано 12 серпня 2018 у Wayback Machine.], составленный из одной губернской генеральной карты и пятнадцати уездных с назначением каждого владения дач, к коим присоединены подробные изъяснения, и купно пятнадцати уездных, двух приписных и одного портового городов планы. Сочинён в Кременчуге в 1787 г // Джерела з іст. Південної України.  Т10/ Описи Степової України ... / Упор.: А. Бойко.  Запоріжжя, 2009.
3. Боплан Г. Левассер де. Опис України…  К.: Наукова думка, 1990.
4. Старожитные уезды Екатеринославской губернии [Архівовано 23 січня 2022 у Wayback Machine.] Новомосковский и Павлоградский. Сборник статей Екатеринославского историч. общ-ва изучения края. Екатеринослав 1905г.
5. Літопис Самовидця. підготував [Архівовано 8 квітня 2005 у Wayback Machine.] Дзира Я.І. Київ. Наукова думка. 1971р.
6. План генерального межевания Екатеринославской губернии [Архівовано 4 листопада 2021 у Wayback Machine.]... 1790г., фото-архів.
7. В.В.Пащенко, Животовський полк, Енциклопедія історії України, т.3. [Архівовано 17 жовтня 2019 у Wayback Machine.] Інститут історії України, НАНУ. Київ, Наукова думка 2005р.
8. Заруба В. М. Адміністративно-територіальний устрій та адміністрація Війська Запорозького [Архівовано 19 грудня 2021 у Wayback Machine.] у 1648-1782 роках.  Дніпропетровськ 2007.
9. Семен Мышецкий 1847. История о козаках запорожских [Архівовано 23 січня 2022 у Wayback Machine.], как оные из древних лет зачалися, и откуда свое происхождение имеют, и в каком состоянии ныне находятся. Собрание. Чтения в императорском обществе истории и древностей российских при Московском университете (ЧОИДР). М., 1847. № 6. МОСКВА. Въ Универ. Типографіи. 1847. Сканування та обробка:  Максим, «Ізборник» (http://litopys.kiev.ua) 22.V.2002 (останні правки 7.VII.2005).
10.  Яворницкий Д.І., Пам'ять про Запоріжжя, І, 64. Запоріжжя 1905 р.
11. Яворницький Д. І.,  Історія запорізьких козаків [Архівовано 8 грудня 2021 у Wayback Machine.]. Львів, 1990р., т-1,
12. Мицик Ю.А. Козацький край: Нариси з історії Дніпропетровщини... . МФ "Відродження", Дніпропетровськ. 1997 рік.
13. Мицик Ю.А., Мосьпан Н.В., Плохій С.М., Місто на Самарі [Архівовано 11 травня 2021 у Wayback Machine.]. Дніпропетровськ, 1994
14. Джусов А.Б. [Архівовано 30 грудня 2021 у Wayback Machine.] Історія Новомосковська.– Дніпропетровськ: Пороги, 2003.– 351 с.

## Вулиці Животилівки
- вул. Котовського,
- вул. Коцюбинського,
- вул. Лугова,
- вул. Нова,
- пров. Новомосковський,
- вул. Плеханова,
- пров. Плеханова,
- вул. Погрузна,
- пров. Погрузний,
- вул. Портова,
- пров. Прокатний,
- вул. Самарьська,
- пров. Самарьський,
- вул. Солона,
- пров. Солоний,
- пров. Транспортний,
- вул. Херсонська,
- пров. Херсонський.

## Новомосковський трубний завод
1935 року на сході Животилівки побудований Новомосковський трубний завод. 1993 року контроль над Новомосковським трубним заводом переходить до групи Віктора Пінчука «Інтерпайп». З 2006 року назва заводу змінилася на «Інтерпайп НТЗ».
Новомосковський трубий завод спеціалізується на виробництві прямошовні труби для магістральних трубопроводів і є одним з найбільших у південно-східній Європу заводів по виробництву сталевих електрозварних труб. Основні постачальники сировини: Азовсталь, Запоріжсталь, ММК імені Ілліча, а також Новолипецький й Череповецький меткомбінати.